# رو کانا
رو کانا (انگلیسی: Ro Khanna؛ زادهٔ ۱۳ سپتامبر ۱۹۷۶) سیاستمدار اهل ایالات متحده آمریکا و عضو مجلس نمایندگان ایالات متحده از کالیفرنیا است.